# Liste der denkmalgeschützten Objekte in Gleinstätten
Die Liste der denkmalgeschützten Objekte in Gleinstätten enthält die 16 denkmalgeschützten, unbeweglichen Objekte der Gemeinde Gleinstätten im steirischen Bezirk Leibnitz.

## Denkmäler
| Foto |                 | Denkmal                                                                                           | Standort                                                     | Beschreibung | Metadaten |
| ---- | --------------- | ------------------------------------------------------------------------------------------------- | ------------------------------------------------------------ | --- | --- |
| ja   | Datei hochladen | Nischen- /Kapellenbildstock HERIS-ID: 69396 Objekt-ID: 82479                                      | bei Dornach 21 Standort KG: Dornach                          | Der übergiebelte Bildstock aus dem 19. Jahrhundert weist Doppellisenen an den Ecken und eine umlaufende Kehltraufe auf. In der rundbogigen Nische an der Frontseite befindet sich eine neobarocke Marienfigur. | BDA-Hist.: Q38122370 Status: § 2a Stand der BDA-Liste: 2025-06-30 Name: Nischen- /Kapellenbildstock GstNr.: 465/1 |
| ja   | Datei hochladen | Siedlung und Nekropole der Hallstattzeit auf dem Burgstallkogel HERIS-ID: 95834 Objekt-ID: 111213 | Burgstallnekropole Standort KG: Gleinstätten                 | Die Siedlung und Nekropole erstreckt sich rund um den Burgstallkogel über die Katastralgemeinden Burgstall (siehe dort), Goldes und Mantrach in der Gemeinde Großklein sowie Teile der Gemeinde Gleinstätten. | BDA-Hist.: Q64512578 Status: Bescheid Stand der BDA-Liste: 2025-06-30 Name: Siedlung und Nekropole der Hallstattzeit auf dem Burgstallkogel GstNr.: 981/2, 926/13, 926/1, 981/1, 925/1, 926/49, 926/50 Burgstallkogel, Styria |
| ja   | Datei hochladen | Kapelle hl. Antonius HERIS-ID: 68813 Objekt-ID: 81851                                             | Gleinstätten Standort KG: Gleinstätten                       | In der vermutlich zeitgleich mit dem heutigen Kirchenbau St. Michael errichteten Antoniuskapelle werden die Grabsteine der letzten beiden Schlossbesitzerfamilien aufbewahrt. Im 19. Jahrhundert erlangte die Kapelle durch starke bauliche Veränderungen ihr heutiges Aussehen. | BDA-Hist.: Q38120683 Status: § 2a Stand der BDA-Liste: 2025-06-30 Name: Kapelle hl. Antonius GstNr.: .2 |
| ja   | Datei hochladen | Kath. Pfarrkirche hl. Michael HERIS-ID: 51074 Objekt-ID: 56640                                    | Gleinstätten Standort KG: Gleinstätten                       | Die Kirche wurde 1381 urkundlich erwähnt, sie ist dem Hl. Michael geweiht. 1692 wurde sie neu errichtet, der Turm 1754–1757. Der Hochaltar stammt aus der Barockzeit, aus der Kapelle des Schlosses. An der Nordwand befindet sich ein romanisches Relief mit zwei kämpfenden Löwen mit Flechtbandornamenten, das in das 13. Jahrhundert datiert wird, und vermutlich das bis zuletzt Erhaltene der alten Kirche darstellt.                                                                            | BDA-Hist.: Q27825676 Status: § 2a Stand der BDA-Liste: 2025-06-30 Name: Kath. Pfarrkirche hl. Michael GstNr.: .2 Pfarrkirche hl. Michael, Gleinstätten                                                                        |
| ja   | Datei hochladen | Schloss Gleinstätten HERIS-ID: 36931 Objekt-ID: 35995                                             | Gleinstätten 1 Standort KG: Gleinstätten                     | Das Schloss wurde im 16. und 17. Jahrhundert erbaut, es handelt sich um einen vierflügeligen dreigeschoßigen Bau im Stil der Renaissance. Eine Säule im Erdgeschoß ist mit 1556 datiert. 1666 wurde das Schloss nach einem Brand wiederhergestellt. Eine grundlegende Restaurierung erfolgte 1975 bis 1978, der Arkadenhof des Schlosses wurde überdacht. Seitdem befinden sich sowohl die Volksschule, als auch das Gemeindeamt in dem Gebäude. Zudem wird es regelmäßig für Schlosskonzerte genutzt. | BDA-Hist.: Q27825838 Status: Bescheid Stand der BDA-Liste: 2025-06-30 Name: Schloss Gleinstätten GstNr.: 332/4 Schloss Gleinstätten                                                                                           |
| ja   | Datei hochladen | Kriegerdenkmal HERIS-ID: 68820 Objekt-ID: 81858                                                   | bei Gleinstätten 1 Standort KG: Gleinstätten                 | | BDA-Hist.: Q38120707 Status: § 2a Stand der BDA-Liste: 2025-06-30 Name: Kriegerdenkmal GstNr.: 335/1 Kriegerdenkmal Gleinstätten                                                                                              |
| ja   | Datei hochladen | Kindergarten, Pfarrhof HERIS-ID: 68823 Objekt-ID: 81861                                           | Gleinstätten 3 Standort KG: Gleinstätten                     | | BDA-Hist.: Q38120739 Status: § 2a Stand der BDA-Liste: 2025-06-30 Name: Kindergarten, Pfarrhof GstNr.: .4 |
| ja   | Datei hochladen | Flur-/Wegkapelle hll. Johann und Paul, Lewitschkapelle HERIS-ID: 69439 Objekt-ID: 82522           | bei Maierhof 59 Standort KG: Mayerhof                        | Der spätbarocke Bau mit halbrunder Apsis und Dachreiter mit Zwiebelhelm hat einen Altar aus dem 19. Jahrhundert und an der Seitenwand eine spätbarocke Figur Christus an der Geißelsäule. | BDA-Hist.: Q38122417 Status: § 2a Stand der BDA-Liste: 2025-06-30 Name: Flur-/Wegkapelle hll. Johann und Paul, Lewitschkapelle GstNr.: .31/3                                                                                  |
| ja   | Datei hochladen | Affahrtmühle HERIS-ID: 44623 Objekt-ID: 45455                                                     | Maierhof 76 (Identadresse Maierhof 33) Standort KG: Mayerhof | Der zweigeschoßige Bau mit Satteldach ist mit 1845 bezeichnet. An der Längsseite zum Hof befindet sich ein rundbogiger Arkadengang, bei dem zwei Bögen vermauert sind. | BDA-Hist.: Q38010301 Status: Bescheid Stand der BDA-Liste: 2025-06-30 Name: Affahrtmühle GstNr.: .37/1 |
| ja   | Datei hochladen | Turmburg Katzelwehr HERIS-ID: 37361 Objekt-ID: 36477                                              | Maierhof Standort KG: Mayerhof                               | Bei der Katzelwehr (Keltzenwehr) handelt es sich um den Rest einer frühmittelalterlichen Wehranlage. Eine kreisförmige Bodenerhebung ist vom ehemaligen Wassergraben umgeben. | BDA-Hist.: Q37975217 Status: Bescheid Stand der BDA-Liste: 2025-06-30 Name: Turmburg Katzelwehr GstNr.: 543 Burstall von Kelzenwert                                                                                           |
| ja   | Datei hochladen | Anna-Kapelle HERIS-ID: 69384 Objekt-ID: 82467                                                     | bei Pistorf 19 Standort KG: Pistorf                          | Die neugotische Kapelle hat eine halbrunde Apsis, einen Ziergiebel, über den sich ein Fassadenturm erhebt und eine pilastergegliederte Frontseite. Im Inneren befindet sich eine vergoldete Figur Maria mit Jesuskind. | BDA-Hist.: Q38122361 Status: § 2a Stand der BDA-Liste: 2025-06-30 Name: Anna-Kapelle GstNr.: .26/2 |
| ja   | Datei hochladen | Flur-/Wegkapelle Zum Gegeißelten Heiland HERIS-ID: 69394 Objekt-ID: 82477                         | bei Pistorf 83 Standort KG: Pistorf                          | Der neugotische Bau aus dem 19. Jh. weist eine halbrunde Apsis, einen mächtigem Dachreiter mit Spitzhelm und abgefaste Ecken an der vorderseite auf. | BDA-Hist.: Q38122366 Status: § 2a Stand der BDA-Liste: 2025-06-30 Name: Flur-/Wegkapelle Zum Gegeißelten Heiland GstNr.: .26/1                                                                                                |
| ja   | Datei hochladen | Hügelgräbergruppe Pistorf HERIS-ID: 111962 Objekt-ID: 130000seit 2013                             | Pistorf Standort KG: Pistorf                                 | Das Gräberfeld besteht aus 29 Grabhügel: teilweise hallstattzeitlich und teilweise römerzeitlich. | BDA-Hist.: Q37827933 Status: Bescheid Stand der BDA-Liste: 2025-06-30 Name: Hügelgräbergruppe Pistorf GstNr.: 254/2 |
| ja   | Datei hochladen | Sog. Schwarzlkapelle HERIS-ID: 60077 Objekt-ID: 71936                                             | bei Maierhof 55 Standort KG: Sausal bei Pistorf              | Die Kapelle in der Form eines kuppelüberdachten Rundtempels mit dorischen Säulen beim Eingang stammt aus der Mitte des 19. Jahrhunderts. | BDA-Hist.: Q38090014 Status: Bescheid Stand der BDA-Liste: 2025-06-30 Name: Sog. Schwarzlkapelle GstNr.: 1013/3 |
| ja   | Datei hochladen | Villenanlage Theresienschlössl HERIS-ID: 60188 Objekt-ID: 72208                                   | Sausal 72 Standort KG: Sausal bei Pistorf                    | Die Villa wurde 1908 erbaut, hat aber einen Kern aus dem 18. Jahrhundert. Die fünfachsige Südfront hat einen dreiachsigen Mittelrisaliten und weist reiche neobarocke Gliederung auf. Oberhalb des Portals ist eine Terrasse mit Balustrade vorgelagert. Die Erdgeschoßfenster haben geraden Verdachungen und Putzfelder in den Parapetzonen, die Obergeschoßfenster geschwungene Verdachungen mit Schlusssteinen.                                                                                     | BDA-Hist.: Q38090727 Status: Bescheid Stand der BDA-Liste: 2025-06-30 Name: Villenanlage Theresienschlössl GstNr.: .80 |
| ja   | Datei hochladen | Theresienkapelle HERIS-ID: 60074 Objekt-ID: 71933                                                 | bei Sausal 136a Standort KG: Sausal bei Pistorf              | Die Kapelle ist mit 1838 datiert. Der Bau weist eine Appsis und einen Dachreiter auf, die Frontseite ist durch toskanische Pilaster gegliedert, über dem Eingang ist ein Profildreieck. | BDA-Hist.: Q38089988 Status: Bescheid Stand der BDA-Liste: 2025-06-30 Name: Theresienkapelle GstNr.: .81/3 Theresienkapelle, Pistorf                                                                                          |